# Bray, Oklahoma
Bray är en ort i Stephens County i delstaten Oklahoma, USA.